# 徐飞 (1964年)
徐飞（1964年3月—），中国学者，教授，博士生导师。现任上海财经大学党委常委、常务副校长（正局级）。

## 生平
1964年3月出生于上海，1988年加入中国共产党，1996年获西南交通大学管理学博士学位。
1998年，从上海交通大学自动控制博士后流动站系统工程方向出站后，先后任上海市信息投资股份有限公司战略发展部经理、上海展望集团总裁。
2002年6月，开始在上海交通大学工作，先后任安泰经济与管理学院EMBA项目主任、院长助理、副院长、常务副院长、院党委书记，校党办主任、校长助理，党委副书记，副校长。
2013年9月，任西南交通大学校长。
2019年7月，任上海财经大学党委常委、常务副校长（正局级）。

## 荣誉及获奖
2005年9月获教育部“国家级教学成果二等奖”。
2006年获教育部新世纪优秀人才和上海市曙光学者称号。
2007年成为美国麻省理工学院、哈佛大学高级访问学者。